# Варварівка (Мартинівська сільська громада)
Варва́рівка — село в Україні, у Мартинівській сільській громаді Полтавського району Полтавської області. Населення становить 1912 осіб. До 2019 орган місцевого самоврядування — Варварівська сільська рада.

## Географія
Село Варварівка знаходиться на лівому березі річки Орчик, за 50 кілометрах від міста Полтави, за 15 кілометрів на північний схід від райцентру та залізничної станції. Вище за течією на відстані 1,5 км розташоване село Білухівка, нижче за течією на відстані 2,5 км розташоване село Попівка. Річка в цьому місці звивиста, утворює лимани, стариці та заболочені озера.

## Історія
Територія краю почала заселятися з ІІ половини XVII століття, більш інтенсивно — з XVIII століття і належала до Полтавської Першої сотні Полтавського полку, про що свідчать розкопки, зроблені протягом 100 років.

### XVIII століття
Існує версія, що село було засновано в ІІ половині 30-их років XVIII століття генералом-фельдмаршалом Бурхардом — Христофор Мініхом, у якого другою дружиною була Варвара Елеонора Вольда. Коли вона померла, то на її честь було назване поселення Варварівка.
Перша відома документальна згадка про село Варварівка датована 14 квітня 1743 р. У ній говориться, що посполиті села Варварівки в кількості 23 дворів забрали свою худобу і, обравши отаманом Сиротенка, тікали в Ізюмський слобідський полк, їх перейняли, забрали худобу, але вночі худобу відбили і таки рушили з села.
У зв'язку з іменним указом імператриці Єлизавети Петрівни від 30 квітня 1743 року Варварівка у складі Карлівського маєтку переходить у власність її фаворита Олексія Григоровича Розумовського, а після його смерті 6 липня 1771 року успадковується молодшим братом, на той час уже колишнім останнім гетьманом Лівобережної України — Кирилом Розумовським. Загалом сімейство Розумовських володіло маєтком близько 106 років.
У 1752 році разом із першими населеними пунктами маєтку — Карлівкою і Федорівкою — Варварівка входить до складу Першої сотні Полтавського полку, а її жителі складають 78 сімей, що проживали у 44 дворах. У тому ж складі вона згадується і в Рум'янцевському описі 1765–1769 роках. У церковних документах говориться, що у 1776 році у Варварівці вже існувала церква з 1 священиком і 1 церковнослужителем, які обслуговували 53 двори і 12 бездвірних хат. У 1787 році Варварівка визначається як село, у якому проживало 368 чоловіків і 343 жінки.

### XIX століття
У 1802 році Варварівка входила до Костянтиноградського повіту Полтавської губернії. Кріпацтво було скасоване Оленою Павлівною у 1859 році.
Коли стало зрозуміло, що дворянство не спішить виконати заклик царя Олександра ІІ, велика княгиня Олена Павлівна вирішила особисто продемонструвати, як можна вирішити селянське питання. Експеримент по звільненню селян тривав у карлівському маєтку великої княгині 12 років (1849-1861 рр.). У лютому 1859 р. цар затверджує проект Олени Павлівни і вона відпускає своїх селян на волю. Досвід, отриманий у результаті цього експерименту та практичні висновки були покладені в основу реформи 1861 року. Це дозволило селянам викуповувати частку землі, якою користувалися. На 1861 рік варварівська волость Костянтиноградського повіту мала 375 дворів, 1888 жителів, із них — 937 чоловіків та 961 жінку. У селі діяла православна церква. З 1863 р. варварівська волость Костянтиноградського повіту Полтавської губернії для тимчасово зобов'язаних. 1881 рік — Варварівка входить до Білухівської волості Костянтиноградського повіту (за єдністю церковних парафій).
У 1880-90-х роках у Варварівці заселялися вулиці Біланівки (сучасна Степова, Комсомольська та Халтуріна). У 1900 р. почала заселятися вулиця, що йде по Стовповику від кладовища на Попівку, що носить назву Кірова.
У 1890 році земство збудувало у селі Варварівка земську трьохкласну школу та будинок для вчителів. Першими учителями цієї школи стали: Шишков Г. Д., Ширкова Н. С., навчалося у ній 30 — 40 дітей.
У 1895 році побудовано церковно-приходську жіночу школу. Сприяло побудові школи Полтавське духовне відомство. Коли велика княгиня Олена Павлівна у 1859 році звільнила своїх селян від кріпацької залежності. На кожну душу населення припало по 4 десятини землі, на садибу — ¾ десятини, що було удвічі більше, ніж по Полтавській губернії у 1861 році. 1900 року Варварівка мала 601 двір з 3965 жителями. У селі знаходилися земська та церковнопарафіяльна школи, відбувалося 4 ярмарки на рік, був шпиталь, працювало 50 вітряків на околицях села. Малоземелля селян, батрацьке становище примушувало їх задумуватися над своїм злиденним життям. На них впливали численні страйки робітників у містах.

### XX століття
З 1902 року у селі працювала жіноча школа грамоти і земське однокласне училище.
1904 року Варварівка входила до Білухівської волості. На той час у селі нараховувалося 604 двори, 649 домогосподарів, ревізьких душ — 951 чоловік, чоловіків — 968, жінок — 997. 1905 року Міністерство народної освіти відкрило двокласну школу, керівником і учителем якої став Котлік Г. Ф. та його дружина Котлік Г. І. Учителем цієї школи працював Орловський Г. І. Першими учнями школи були Гурин Павло Олексійович, Бегмат Максим Данилович, Кабак С. К., Зінченко П. Л., Хміль Г. І., Яковенко Н. Г., Милашенко М. Л.
До 1908 року у селі працював один фельдшерський пункт і усе населення обслуговував один фельдшер. Цього ж року відкрилася Варварівська лікарня. Першим її лікарем став Сапунов Олексій Іванович, який працював до 1912 року.
Уже 1910 року Варварівка мала 701 господарство, 1 — козацьке, 690 — селянських. Усього населення складало 4513 чоловік, за родом занять жителі розподілялися так: плотники — 13, портні — 5, сапожники — 6, столяри — 10, ковалі — 5, слюсарі — 1, ткачі — 8 (2 — чоловіки і 6 — жінок), поденщиків — 34, інтелігентні заняття — 24 чоловіки, 3 жінки, інші — 102 чоловіки, 75 жінок.
З 1912 по 1919 рік у лікарні працював лікар Радевич Леонід Васильович, чиє ім'я носить Карлівська центральна районна лікарня.
1932–1933 рр. — роки страшного голодомору. Не оминув цей жах і Варварівки. Чимало жителів померло від голоду. Для підтримки дітей — сиріт створюються три патранати у: «Сталінському шляху», «Орачі» та колгоспі ім. Тельмана. Для працюючих у колгоспах варили затірку. Жінки, у яких були вдома діти, з'їдали юшку, а гущу зав'язували у вузлик та несли дітям.
У 1937 році до складу Варварівської сільської ради входили село Варварівка (4977 чол.), висілки Володимирівка, Тарасівка, хутори Лопатинів, Калюжні, Молочні, Млинська дача. У селі Варварівка існувало кілька шкіл, із них : 3 — початкові (у Сталінському, Орачі, Слободі), 2 семирічки (у Центрі на вигоні — директор Кущ, завуч Хиляй, зараз тут знаходиться школа — інтернат, та по сучасній вулиці Степовій). У приміщенні червоної школи, збудованій земством із червоної цегли, розташована середня школа 8 — 10 класи. Першим директором середньої школи був Солдатенко, пізніше Рудь Кость Григорович. Відвідувало школу у 1941 році 987 дітей. 1940 року учасником Всесоюзної виставки народного господарства став Шпак Андрій Іванович.
1975 року закінчили будівництво 8-квартирного будинку для учителів, у 1980 році здали в експлуатацію 16 — квартирний житловий будинок. Селяни стали жити добре, у них у приватній власності з'явилися легкові автомобілі: кіномеханіка Родика А. Г., лікаря Родик Т. П., директора школи-інтернату Чернушенка О. Й., учителя Бегмата Л. І. Пізніше автомобілі придбали і колгоспники. Особливого розвитку досягла культура у селі. 1977 року сільський Будинок культури закупив перший у районі електробаян, працював духовий оркестр, хор, чоловічий та жіночий ансамблі, танцювальний гурток, створився ВІА. У селі урочисто проводилися обряди одруження, народини, проводи в армію, зустріч з армії, свята повноліття, вручення паспортів, з 1979 року — урочиста частина випускних вечорів. У Варварівці проводилися конкурси на найкращу садибу, вулицю. Вечорами у Будинку культури відбувалися святкові урочистості до знаменних дат, змагання «Нумо, дівчата!», «Нумо, хлопці!», а у будні проводилися заняття гуртків художньої самодіяльності та драматичного. До Будинку культури часто приїжджали колективи артистів із району, області, філармонії, цирку. У селі асфальтували дороги: вул. Кірова, Карлівську, Леніна, Садову та інші. Початок 90-их років ознаменувався тим, що у Варварівці розпочали газифікацію, а закінчили газифікувати село у 2005 році.
У зв'язку з політичними реформами, перебудовами за роки з 1992—1999 остаточно був ліквідований колгосп «Дружба», у селі зруйновано багато будівель, зокрема: бані, спортивний комплекс, птахокомплекс, цегельний завод, тваринницькі ферми. Розграбовані колгоспні будови, тракторні бригади, гаражі. Керівники мінялися кожні 2 — 3 роки. Ніхто ні за що не відповідав. Поля не оброблялися, заросли бур'янами, не було пального, заробітну плату з 1996 року не виплачували, техніку здавали на металобрухт.
12 червня 2020 року, відповідно до розпорядження Кабінету Міністрів України № 721-р «Про визначення адміністративних центрів та затвердження територій територіальних громад Полтавської області», село увійшло до складу Мартинівської сільської громади.

19 липня 2020 року, в результаті адміністративно - територіальної реформи та ліквідації Карлівського району, село увійшло до складу новоутвореного Полтавського району Полтавської області.

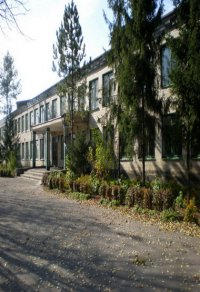
Варварівський НВК

## Заклади соціально-культурної сфери
- Варварівська загальноосвітня школа I-III ступенів
- Дитячий садок «Ромашка»
- Варварівська школа-інтернат
- Краєзнавчий музей
- Сільська бібліотека
- Варварівський сільський будинок культури
- Церква
- Лікарня
- Аптека

## Природні ресурси
Корисні копалини — пісок, глина, газ.
З півночі на південь протікає річка Орчик (в перекладі — вода) — притока Орелі (басейн Дніпра). У давнину вода з ряду джерел вважалася місцевими жителями лікувальною.

## Відомі люди
- Боровик Федір Ілліч (1937) — український архітектор, закінчив Варварівську середню школу у 1954 році.
- Капустян Володимир Нілович (1944) — Народний депутат України 2-го скликання.
- Король Микола Олексійович (1904 — після 1974) — виконувач обов'язків директора Станіславського учительського інституту (березень 1944 — травень 1945).
- Максименко Іван Пилипович (1924—1998) — повний кавалер ордена Слави.
- Паливода Іван Симонович (1885—1985) — український політичний діяч, за доби УНР — міністр пошти і телеграфу, в еміграції — педагог і церковний диригент, довголітній псаломщик у православному храмі святого апостола Андрія Первозваного в Баунд-Бруку.
- Родинка Сергій Лаврентійович (1916—1977) — Герой Радянського Союзу.
- Шевченко Станіслав Іванович (* 1937) — хірург, доктор медичних наук, професор, заслужений діяч науки і техніки України.

## Пам'ятки
Біля села знаходиться ботанічний заказник місцевого значення Капусник.